# Kvasnička a Hampl

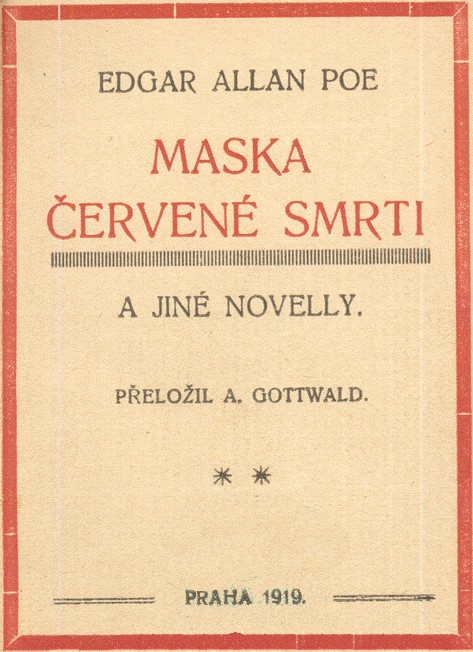
E. A. Poe: Maska červené smrti, první publikace nakladatelství Kvasnička a Hampl, 1919

Nakladatelství Kvasnička a Hampl (též Kvasnička & Hampl) bylo významné pražské nakladatelství, které od roku 1923 do roku 1949 vydávalo beletrii a jazykové příručky. (V roce 1993 obnovilo pod stejným názvem činnost, kterou později ukončilo.)

## Vznik nakladatelství
Arnošt Kvasnička a Jaroslav Hampl vydávali společně knihy od roku 1918, nejprve pod jménem PhMr. M. Hampl; zpočátku pracovali v bytě Hamplovy matky na Královských Vinohradech. První vydanou publikací byla Maska červené smrti od Edgara Allana Poe. Již od počátku si nakladatelé vybírali schopné spolupracovníky – knihu upravil začínající Petr Dillinger. Oficiálně zahájili činnost 21. 8. 1920 pod jménem A. Kvasnička, neboť Hampl byl v té době ještě nezletilý. V roce 1922 uzavřeli oba partneři smlouvu, koncesi získali v následujícím roce a ve vedení firmy se střídali.

## Činnost nakladatelství Kvasnička a Hampl
Nakladatelství se orientovalo především na díla českých klasiků (Jan Neruda, Božena Němcová, Zikmund Winter), na zahraniční překlady a jazykovědné publikace. Za období své činnosti vydalo přes 600 knih.
Pro nakladatelství Kvasnička a Hampl byla charakteristická pečlivá vydání, včetně kvalitní grafické úpravy. Z výtvarníků spolupracovali na vydáních Cyril Bouda, Vratislav Hugo Brunner, Jan Zrzavý, Jindřich Štyrský, Toyen a další; mezi významné redaktory patřil zejména Miloslav Novotný (1894–1966). Po souborném vydání díla Jana Nerudy přistoupili Kvasnička a Hampl k soubornému vydání F. M. Dostojevského, D. S. Merežkovského a Henryka Sienkiewicze. Další vydávaná díla byla především klasická, současná především překladová (výjimkou bylo časté vydávání děl současníka Emila Vachka). Nakladatelství se též věnovalo produkci slovníků a jazykových příruček. V letech 1928–1930 též vydali souborné dílo Boženy Němcové.
V roce 1924 vykoupilo nakladatelství Kvasnička a Hampl sklad knih nakladatele Stanislava Minaříka a jeho manželky.; v témže období zakoupili dílo Henryka Sienkiewicze od Josef R. Vilímek a Edvard Beaufort. Roku 1933 získali od J. Otty autorská práva na dílo Zimkunda Wintera.
V roce 1930 došlo ke krizi odbytu knih a nakladatelství František Borový, Ladislav Kuncíř, Václav Petr a Kvasnička a Hampl vytvořila společnou prodejnu–antikvariát Česká expedice, která sídlila v pražské Spálené ulici 55. Nadbytek knih řešili prodejem zbytků starších vydání svých knih za nižší ceny a na splátky.
Po smrti Arnošta Kvasničky vedl nakladatelství do jeho zániku (1947–1949) Jaroslav Hampl společně s Kvasničkovou dcerou Zdenou.

## Majitelé nakladatelství
Arnošta Kvasničku a Jaroslava Hampla spojoval podobný věk i to, že pocházeli z početných rodin, ve kterých otec předčasně zemřel. Oba vystudovali odbornou školu Grémia knihkupců a nakladatelů a seznámili se ve společném zaměstnání.

### Arnošt Kvasnička
Arnošt Kvasnička (29. prosince 1898 Třeboň – 8. října 1947 Praha) se narodil v rodině třeboňského úředníka (officiant) a knihkupce Jana Vilhelma Kvasničky (1844–1911) a jeho manželky Susany, rozené Kunstovné (1856–1927). Vystudoval nižší gymnázium. S ovdovělou matkou Suzanou Kvasničkovu a čtyřmi sourozenci byl od roku 1912 policejně hlášen v Praze. V Praze nastoupil do učení ke knihkupci Josefu Springerovi (1870–1949). V letech 1916–1918 vystudoval dvouletou odbornou školu Grémia knihkupců a nakladatelů.
Na odborné škole, kterou vystudoval, se později stal členem představenstva a v letech 1939–1940 i ředitelem. Měl dceru Zuzanu Kvasničkovou.
Bratr Vilém Kvasnička byl architekt.
Arnošt Kvasnička zemřel v Praze ve věku 48 let.

### Jaroslav Hampl
Jaroslav Hampl (31. října 1900 Rychnov nad Kněžnou – 30. června 1960 Praha) se narodil v rodině strojníka v továrně Bohumila Hampla a jeho manželky Antonie, rozené Váňové. S ovdovělou matkou Antonií (1868–??) a čtyřmi sourozenci byl od roku 1913 policejně hlášen na Královských Vinohradech.
Po absolvování měšťanské školy pracoval jako účetní v nakladatelství Františka Bačkovského. Vychodil, stejně jako Kvasnička, odbornou školu Grémia knihkupců a nakladatelů a v roce 1916 nastoupil do knihkupectví Josefa Springera. Zde se oba budoucí partneři seznámili. Od roku 1927 byl pokladníkem, od roku 1930 jednatelem klubu moderních nakladatelů Kmen; v letech 1932–1942 vykonával funkci jednatele Svazu knihkupců a nakladatelů, byl též předsedou představenstva Záložny knihkupců a nakladatelů.

## Vydané publikace (výběr)

### Nakladatelství Arnošt Kvasnička
Pod jménem staršího z partnerů (tj. A. Kvasnička nebo Arnošt Kvasnička) vyšlo např.:
- Émile Zola: Práce (překlad Otakar Kunstovný[p 2], 1921)
- Slovník francouzsko-český (s udáním výslovnosti a se zvláštním zřetelem ke gallicismům i rčením lidovým; autoři František Pover a Vladimír Buben, 1921)

### Nová bibliotéka
Nová biblioteka byla hlavní edice nakladatelství Kvasnička a Hampl. Databáze Národní knihovny uvádí celkem 62 publikací vydaných v jejím rámci, např.:
- Romain Rolland: Hra o lásce a smrti (překlad Petr Křička, 1926)
- Romain Rolland: Jan Kryštof I.-X. (1928–1929)
- Jean Girardoux: Městečko (překlad Miloslav Jirda, 1926)
- William Butler Yeats: Hraběnka Cathleenová: drama o pěti výjevech. Překlad Josef Julius David. V Praze, 1929. Nová bibliotéka, sv. 25. [Úprava a obálka Cyrila Boudy.]
- Karel Hlaváček: Básně (1930)
- Souhvězdí (autoři Charles Baudelaire, Paul Verlaine, Stéphane Mallarmé, Maurice Maeterlinck; překlad Emanuel z Lešehradu, 1931)

### Jazykovědné publikace (příklady)
- A dictionary of the English and Czech languages (giving pronunciation of all words, with special regard to idiomatic phrases and phraseology of commercial correspondence = Slovník anglicko-český, s připojenou výslovností všech slov a se zvláštním zřetelem k anglickým rčením a vazbám, jakož i k potřebám obchodní korespondence; autoři František Krupička, 1924)
- Česko-německý auto-mechanik (pro praktickou potřebu v dílnách, kancelářích a na cestách; autor Břetislav Josef Procházka-Dubé, 1941)
- Česko-německý slovník (mající stálý zřetel k českému tvarosloví a české frazeologii, jakož i k potřebám obchodní korespondence a řeči mluvené = Tschechisch-Deutsches Wörterbuch; sestavil V. Ruth, vydal Jindřich Neudert, Praha, 1941)

### Jiné (příklady, abecedně dle autorů)
- František Bakule: Kouzlo ženy v zápase sociálním a erotickém (1923)
- Valerij Brjusov: Ohnivý anděl (přeložil Stanislav Minařík, 1925)
- Božena Němcová: Babička, Divá Bára aj. (1928–1929)
- Jan Neruda: Arabesky, Básně, Drobná prósa, Menší cesty, Obrazy z ciziny, Povídky malostranské, Studie krátké a kratší, Drobné klepy, Písně kosmické, Feuilletony z let 1863 a 1864, Povídky a studie, Prosté motivy, Psáno pro jeviště (souborné dílo, publikováno samostatně, 1923–1924)
- František Palacký: Dějiny národu českého v Čechách a v Moravě  (1939–1940)
- Henryk Sienkiewicz: Křižáci, Pan Volodyjovski, Potopa (historické romány pro dospělejší mládež, překlad Augustin Spáčil, ilustroval Věnceslav Černý, 1927)
- Emil Vachek: Zlá minuta (1940)
- Zikmund Winter: Rozina Sebranec a jiné pražské obrázky (1937), Mistr Kampanus (1940)